# Erisma arietinum
Erisma arietinum, também conhecido como carneiro, é uma espécie de planta do gênero Erisma e da família Vochysiaceae. 

## Taxonomia
A espécie foi descrita em 1998 por Maria Lucia Kawasaki. 

## Forma de vida
É uma espécie terrícola e arbórea. 

## Descrição
As plantas dessa espécief formam árvores de 20–30 metros de altura. Possuem filotaxia oposta; estípulas de 1–2 milímetros de comprimento; pecíolo de 8–10 milímetros de comprimento; lâmina de 7,5–10 × 3,5–5,5 centímetros, elíptica a estreito-elíptica, coriácea, glabra; nervura central sulcada na face adaxial, proeminente na abaxial; nervuras laterais imersas na face adaxial, proeminentes na abaxial; ápice agudo ou obtuso-acuminado; base obtusa a subcordada. 
Ela tem inflorescências terminais de até 15 centímetros de comprimento; brácteas externas lanceoladas de até 3 milímetros de comprimento; brácteas internas ausentes; pedicelos ausentes ou até 1 milímetros de comprimento; botões florais com cerca de 9 milímetros de comprimento, não sobrepostos pelas brácteas; lobo do cálice calcarado com cerca de 10 milímetros de comprimento, cálcar globoso, de 1–3 milímetros de comprimento; outros lobos do cálice de 1–5 milímetros de comprimento; pétala amarela, com cerca de 10 × 10 milímetros; estame com cerca de 5 milímetros de comprimento; estilete com cerca de 6 milímetros de comprimento, piloso na base. Os seus frutos são sâmaras de 5,5–8 centímetros de comprimento, pubérulos a glabrescentes; ala maior elíptica ou estreito-ovada, 4,5–6 × 2,5–3 centímetros.   
| Folha                                    | Folha       |
| ---------------------------------------- | ----------- |
| estípula presente                        | sim         |
| filotaxia                                | oposta      |
| nervura central da folha na face adaxial | sulcada     |
| Flor                                     |             |
| botão-floral sobreposto pela bráctea     | não         |
| lobo do cálice calcarado decíduo         | sim         |
| formato do cálcar                        | globoso     |
| número de pétalas                        | 1           |
| cor da corola                            | amarela     |
| Fruto                                    |             |
| deiscência do fruto                      | indeiscente |
| tipo de fruto                            | sâmara      |

## Conservação
A espécie faz parte da Lista Vermelha das espécies ameaçadas do estado do Espírito Santo, no sudeste do Brasil. A lista foi publicada em 13 de junho de 2005 por intermédio do decreto estadual nº 1.499-R. 

## Distribuição
A espécie é encontrada no estado brasileiro de Espírito Santo. 
Em termos ecológicos, é encontrada no domínio fitogeográfico de Mata Atlântica, em regiões com vegetação de floresta ombrófila pluvial.